# Findelgletscher
Der Findelgletscher (auch Findelngletscher und Findelengletscher genannt) ist ein  Talgletscher im Monte-Rosa-Massiv östlich von Zermatt, im Süden des Kantons Wallis. Der Gletscher mit ausgeprägter Zunge hatte im Jahr 2015 bei einer Fläche von etwas mehr als 13 km² und war 2012 knapp 7 km lang.

## Lage
Der westexponierte Gletscher reicht von 3911 m ü. M. auf etwa 2550 m ü. M. hinunter, seine durchschnittliche Neigung wird mit 18 % (10°) angegeben. Über das Firnfeld des Schwarzberg-Weisstores ist er mit dem Schwarzberggletscher verbunden.
Seinen Ausgangspunkt nimmt der Findelgletscher an der Cima di Jazzi (3803 m ü. M.) im Weissgrat, einem durchgehend vergletscherten Teil des Grenzkamms zwischen Italien und der Schweiz. Im nördlichen Bereich des Nährgebiets befindet sich ein nicht direkt mit den anderen Eismassen verbundener Gletscherteil, welcher jedoch zum Akkumulationsgebiet des Findelgletschers gezählt wird und eine maximale Höhe von etwa 3900 m erreicht. Der Gletscher fliesst mit ziemlich gleichmässiger Neigung nach Westen entlang dem Südfuss von Strahlhorn (4190 m ü. M.) und Rimpfischhorn (4199 m ü. M.), im Süden flankiert vom Stockhorn (3532 m ü. M.). Der Gletscher speist den Findelbach, der sich im Talkessel von Zermatt mit der Gornera und dem Zmuttbach zur Matter Vispa vereinigt und durch das Mattertal zur Rhone fliesst. In der Nähe, etwas nordöstlich, befindet sich der Längfluegletscher.

## Entwicklung
Seit dem Hochstadium der Kleinen Eiszeit Mitte des 19. Jahrhunderts hat sich der Findelgletscher um über 2,5 km zurückgezogen. Damals reichte die Gletscherzunge bis auf 2100 m hinunter und lag unterhalb der Waldgrenze nahe beim Alpweiler Findeln. Auch die Verbindung mit dem 3 km langen Adlergletscher, einem Hanggletscher zwischen Rimpfischhorn und Strahlhorn, ist heute unterbrochen.
Seit den 1970er Jahren hat er sich, unterbrochen von einem Vorstoss in den 1980er Jahren, um mehr als einen Kilometer zurückgezogen.
| Jahr         | 1850 | 1973 | 1999/2000 | 2012         |
| Fläche (km²) | 20   | 17,4 | 14,8      | 13,87 (2015) |
| Länge (km)   | 10,4 | 7,8  | 7,4       | 6,7          |